# نادي الرجاء الرياضي
 نادي الرجاء الرياضي  هو نادي رياضي مغربي من مدينة الدار البيضاء. تأسس بتاريخ 20 مارس عام 1949 من قبل نقابيون مغاربة في حي درب السلطان. الرجاء لم يهبط أبدًا من البطولة الاحترافية المغربية منذ بدايتها، إلى جانب القطبين الوداد الرياضي والجيش الملكي، ويلعب الرجاء الرياضي مبارياته في ملعب محمد الخامس منذ تأسيسه عام 1955.
يعتبر الرجاء أكثر نادي بالمغرب من ناحية الألقاب القارية، وهو أول نادي عربي يصل إلى نهائي كأس العالم للأندية 2013 وثاني نادي إفريقي بعد مازيمبي الكونغولي. وقد صنف من الفيفا سنة 2000 في المرتبة العاشرة عالميًا بعد تربعه على عرش الكرة الإفريقية وأدائه في كأس العالم للأندية 2000. وفقًا لتصنيف الاتحاد الأفريقي لكرة القدم لأفضل الأندية الأفريقية في القرن العشرين، صنف الرجاء في المركز الثالث في إفريقيا بعد قطبي مصر. بالإضافة إلى ذلك، الرجاء الرياضي هو الفريق المغربي الأكثر نجاحا في القرن الحادي والعشرين بإحرازه 18 لقبا رسميا منذ سنة 2000. ويعد النسور الخضر رابع أكتر نادي تتويجا قاريا في إفريقيا بعد الأهلي والزمالك ومازيمبي حيث حصل على 9 ألقاب قارية في المسابقات الرسمية.
الرجاء الفريق الأكثر شعبية في المغرب والثالث على المستوى الأفريقي في مواقع التواصل الاجتماعي بأكثر من 10 ملايين متابع، فهو يعتبر تقليديًا نادي الشعب. للرجاء منافسات قديمة مع بعض الأندية، أشهرها منافسته مع ناديا الوداد الرياضي والجيش الملكي، حيث تعرف المنافسة الأولى باسم ديربي الدار البيضاء، الذي يُعتبر من أقوى وأشهر الديربيات في أفريقيا، حيثُ يتفوق الرجاء بعدد الانتصارات والأهداف، والثانية باسم الكلاسيكو وهو كلاسيكو يجمع بينه وبين نادي الجيش الملكي.
الرئيس الحالي للنادي هو عادل هلا الذي خلف الرئيس السابق محمد بودريقة خلال اجتماع الجمعية العمومية.

## تاريخ

### 1949-1956: تأسيس الرجاء

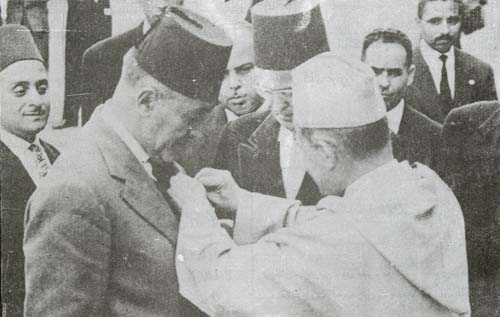
الملك محمد الخامس يوشح مدرب الرجاء الأب جيكو بالوسام الشرفي العلوي للاستحقاق بسبب عمله الوطني.

رغم أن تاريخ تأسيس نادي الرجاء البيضاوي حديث إلى حد ما بالمقارنة مع تاريخ تأسيس الأندية البيضاوية القديمة، كما هو الشأن مع نادي الأولمبيك البيضاوي الذي تأسس سنة 1904م أو كنادي اليسام الذي لعب في صفوفه الأب الروحي للكرة البيضاوية، «محمد بن الحسن التونسي العفاني الملقب ب(الأب جيكو)»، أو بعض الفرق التي كانت على شكل جمعيات كروية. الرجاء كنادي جاء لجمع شمل ما يقارب ثمانية أندية هاوية كانت تمثل أحياء درب السلطان فبدأت فكرة تراود أعيان المنطقة وهي تأسيس نادي قوي يوحد جميع هذه الفرق والمواهب، هذه الفكرة لم تطبق على أرض الواقع إلى بعد سنة 1949 والأمر لم يكن سهلا فاندمجت مجموعة من الأندية مع فرق فتح البيضاء المؤسس سنة 1932 التي كانت تتخذ من مناطق درب الكبير بدرب السلطان ودرب إسبانيول بالمدينة القديمة معقلا لها، وفريق النصر في درب بوشنتوف، لتتحول هذه الأندية إلى نادي الرجاء البيضاوي وذلك كان بعد اجتماعات متسارعة في كل من مقهى بويا صالح ومقهى العشفوبي وكذلك بمطبعة بن أبادجي، على يد مجموعة من المقاومين الوطنيين والنقابيين المعارضين المغاربة ككريم الحجاج والمحجوب ابن الصديق مؤسس أول نقابة في تاريخ المغرب ومحمد المعطي بوعبيد والذين سيتناوبون على الرئاسة سنوات بعد ذلك.
ولكن ارتباط تأسيس الفريق في ظروف تاريخية معينة، وارتباطه بالأحياء الشعبية المغربية بمدينة الدار البيضاء في عهد الحماية الإستعمارية الفرنسية، وفي مرحلة بروز الحركة الوطنية والمطالبة بالإستقلال بداية الخمسينات، وكذا ارتباط اسمه بالأب الروحي للكرة البيضاوية «محمد بن الحسن التونسي العفاني (الأب جيكو)»، أكسب الرجاء شعبية وقاعدة جماهيرية كبيرة.إضافة إلى تجربته في الميدان الصحفي، يعدّ الأب جيكو أول مغربي يتوفر على دبلوم رياضي في ميدان التدرب، الذي حصل عليه في إنجلترا، ومن أوائل المغاربة الحاصلين على شهادة البكالوريوس الحديثة، هذا المدرب الذي سيحدث فيما بعد طفرة كروية في نادي الرجاء والكرة المغربية. كل هذه الأمور جعلت الفريق الأخضر يحتل مكانة قوية وراسخة في قلوب ذاكرة مدينة الدار البيضاء والتي عرفت في ذلك الوقت مجموعة من الأحداث السياسية والرياضية ولعل أبرزها عندما اجتمع ليلة 19 مارس 1949 مؤسسو الرجاء في مقهى بويا صالح بدرب السلطان لتأسيس فريق الرجاء البيضاوي وأجمعوا على ضرورة استقلالية الفريق وصبغته المغربية، بالوصول إلى صيغة للتحايل على الشرط الذي يضعه المستعمر على الراغبين في تأسيس نوادي رياضية في كل دول المغرب العربي، وهو أن يكون الرئيس فرنسيا، وهذه النقطة هي حجر الزاوية في ملف تأسيس الأندية الرياضية وإشكالية استقلالها آنذاك عن نفوذ وتأثير المستعمر الفرنسي. إلا أن تم الوصول إلى طريقة ذكية للتحايل على هذا القانون بأن اختار المجتمعون بمقهى «بويا صالح» أن يتقدم بملف طلب تأسيس الفريق حجي بن عبّادي الملقب ب«ابن أبادجي» الجزائري ذو الأصول العثمانية كان من مواليد مدينة تلمسان ويحمل الجنسية الفرنسية، فقام بالإشراف على رئاسة الفريق لستة أشهر.
عند اختيار اسم الفريق، هيأ المؤسسون الأرضية القانونية للنشأة وقاموا على الفور بالتفكير الجدي في اسم المولود، ويقول رفيق بنعبادي نجل أول رئيس بأن أحد المؤسسين ويدعى «الريحاني» اقترح والجميع في غمرة البحث عن اسم للمولود الجديد عبارة: «الرجاء في الله»، فرد عليه أحد المجتمعين ليكن «الرجاء» هو اسم الفريق. فاقترح البعض اللجوء إلى القرعة لحل إشكال التسمية، وارتأت فئة أخرى مبدأ الإجماع، كان هناك إسمان الفتح - الرجاء وقد منحت القرعة اسم الرجاء 3 مرات، وأول ملعب تدرب فيه الفريق هو ملعب الشيلي خلف مدرسة مولاي الحسن وتقام فيه حاليا بناية الدرك الملكي. يُذكر أنه فيما يخص التأسيس والاجتماع التأسيسي المذكور أعلاه الذي عُقِد سنة 1949، كان أيضا للتسجيل في لوائح العصبة المغربية لكرة القدم.
في عام 1949، وعكس أغلب الأندية الرجاء كان حصرا على اللاعبين المغاربة باستثناء بعض اللاعبين المحسوبين على رؤوس الأصابع، بدأ الرجاء رحلة الألف ميل من قعر المنافسات في القسم الشرفي ولكن بوادر ميلاد فريق قوي كانت بادية عليه ففي سنة 1953 صعد الفريق إلى القسم الثالث وبعد سنة واحدة صعد إلى القسم الثاني، وكانت مبارياته وتداريبه تقام على أرضية ملعب لحويط الذي يعرف أيضا بملعب العسكر أو تيران الجريد لأنه كان محاطا بجريد النخل، الذي بني في مكانه مركز للدرك الملكي المعروف بـ2 مارس.
لعب عبد القادر جلال دورا كبيرا في بناء فريق قوي خاصة وأنه كان لاعبا في صفوف الوداد ومتشبعا بالرصيد الكروي للفريق «الأحمر» الذي لم يكن يعدّ غريما للرجاء في ذاك الوقت ولم تكن لهما بعد أي علاقة عداوة أو حساسية مع الرجاء، وقد تعب الرجل في هيكلة فريق حديث الولادة، ونظرا لعلاقته الطيبة بالأب جيكو فقد كان يدعوه لحضور الحصص التدريبية بملعب العسكر، حيث يقدم بعض الملاحظات والفتاوي الرامية التي تساعد عبد القادر على بناء فريق قوي.. وفي نفس الوقت بدأت بوادر علاقة مستقبلية بين الرجاء والأب جيكو إذ أن هذا الأخير ما إن غادر ناديه السابق الوداد بعد خلاف مع مسؤوليه كان الرجاء هو أول فريق فكر ورغب في الإشراف على تدريبه انتقاما من سلوك بعض مسيري الوداد البيضاوي ونظراً لعلاقته الطيبة مع المشرفين على الرجاء إضافة إلى الخلفية النضالية للنادي التحق بالرجاء سنة 1956، ومنذ ذلك الحين، لم يغادر النادي دوري النخبة لكرة القدم المغربية.
كان أول مدرب للنادي قبل الأب جيكو هو قاسم قاسمي لاعب الوداد السابق وتحت قيادته، نجح الرجاء في التسلق في أقسام الهواة. إلى جانبه، بوجمعة قدري وسفيان عدال حيث تميزوا بالعمل المنهجي إداريا.

### 1956-1959: البدايات بعد الاستقلال

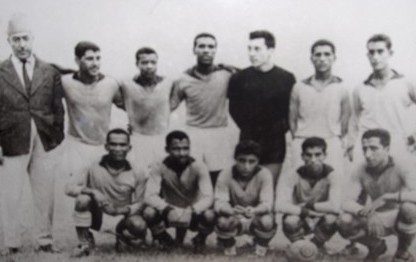
فريق الرجاء في موسم 1956-57 بحضور الأب جيكو في أول مباراة ديربي ضد الوداد في أول بطولة وطنية بعد الاستقلال وانتهى اللقاء بنتيجة (1-0) لصالح الرجاء.

بعد استقلال المغرب في عام 1955، أنشئت الجامعة الملكية المغربية لكرة القدم وحلت محل الاتحاد الفرنسي لكرة القدم بعد 22 بطولة دوري نظمتها كانت تسمى دوري المغرب لكرة القدم في ذلك الوقت طيلة الحماية الفرنسية على المغرب. في أول موسم لها كان 310 نادي مع 6087 المرخص لهم تنتمي إلى الجامعة الملكية المغربية لكرة القدم.
ومن أجل توزيع الأندية على البطولات الوطنية، بدأت مسابقة وحيدة، كأس الاستقلال، وشاركت جميع أندية المملكة. وقد فاز بهذه البطولة الوداد البيضاوي وستة عشر ناديا فقط نجحوا في التأهل إلى دور ثمن النهائي وبالتالي المشاركة في أول موسم للبطولة الوطنية للقسم 1.
وكان الرجاء البيضاوي أول نادي مغربي ضمن تأهله رسميا وبالثالي كان من بين المشاركين في أول بطولة للقسم الأول وحل في المرتبة العاشرة وتجنب بالكاد الهبوط. وفي الموسم التالي بعد وصول محمد بن الحسن التونسي العفاني (الأب جيكو) حل الرجاء رابعا. وفي الموسم التالي، حل من جديد في المرتبة الرابعة.
خلال موسم 1959-1960، حدث جدل في آخر الموسم بعد أن إنسحبت حسنية أكادير فقررت الجامعة إلغاء كل نتائج هذا الأخير لينقلب ترتيب الدوري، فبإحتساب نتائج الحسنية كان الجيش الملكي متصدرا متبوعا بالوداد ثانيا والرجاء ثالثا، لكن بعد إلغاء نتائج الحسنية أصبحت ثلاث أندية متساوية في النقاط وهي الجيش الملكي الرجاء والنادي القنيطري، فقررت الجامعة مرة أخرى أن تلعب بطولة ثلاثية بين الفرق الثلاث الأولى التي لها نفس النقاط، فرفض فريق الرجاء البيضاوي المشاركة مدعيا أن لديه أفضلية بفارق الأهداف، فتحولت البطولة إلى مباراة السد بين الجيش الملكي والنادي القنيطري. حيث فاز النادي القنيطرة بالمباراة وحصل على اللقب بينما احتل الرجاء البيضاوي المركز الثالث.

### 1960-1982: أول النجاحات
أنهى الرجاء بطولة 1960-1961 خامسا وفشل في الوصول إلى الدور الربع النهائي لكأس العرش. في الموسم التالي، قدم النادي مستوى متواضعا حيث احتل المركز السابع في البطولة ولم يستطع تجاوز ثمن النهائي، كما هو الحال في العام السابق.
في 1962-1963، احتل النادي المركز الثالث في البطولة متأخرا بنقطة واحدة عن صاحب المركز الثالث.و وصل الرجاء أيضا إلى الدور ربع النهائي للمرة الثالثة في تاريخه.
كان الموسم التالي واحد من أسوء المواسم في تاريخ النادي، حيث حل في المركز التاسع في البطولة وخسر بنتيجة خمسة أهداف لصفر في الكلاسيكو ضد الجيش الملكي.
في 1964-1965، أنهى النادي الموسم بالمركز الثاني عشر وكان على وشك الهبوط إلى الدرجة الثانية، وتأهل لنهائي كأس العرش حيث انهزم على يد فريق الكوكب المراكشي بثلاثة أهداف مقابل واحد. وخلال هذا الموسم في كأس العرش، ألحق النسر الأخضر بالوداد البيضاوي هزيمة في ربع النهائي بنتيجة هدفين لواحد.
في العام التالي، حل النادي وصيفا وراء الوداد البيضاوي متأخرا عنه بنقطة واحدة. وفي الديربي بين الرجاء والوداد انتهت كلا المبارتين بالتعادل.
خلال موسم 1966-1967، حل الرجاء في المركز الثالث بالبطولة برصيد 65 نقطة ثم في الموسم الموالي أيضًا احتل المرتبة الثالثة مرة أخرى. وقد خسر نهائي كأس العرش ضد الراسينغ البيضاوي، بنتيجة هدف لصفر.

### 1982-1990: أول ألقاب بطل أفريقيا والمغرب

تشكيلة الرجاء الرياضي الفائزة بدوري أبطال إفريقيا موسم 1989

بعد التتويج بأول لقب للبطولة الوطنية 1987-1988، تأهل نادي الرجاء إلى كأس أفريقيا للأندية البطلة لأول مرة في تاريخه، وبعد مشوار طويل أقصى فيه فرقا كبرى، وصل الفريق مع المدرب رابح سعدان إلى المباراة النهائية حيث واجه الفريق الجزائري مولودية وهران الذي كان يعيش أزهى الفترات وكان نواة المنتخب الجزائري. أجريت مباراة الذهاب بملعب محمد الخامس في الدار البيضاء، وانتهت بانتصار صغير للرجاء بفارق هدف واحد من توقيع السينغالي ساليف نداي، ليبقى بذلك التشويق لمعرفة البطل إلى مباراة الإياب. هذه الأخيرة، أجريت بملعب أحمد زابانة في أجواء مشحونة بسبب الخلافات السياسية بين المغرب والجزائر وأمام ملعب مملوء عن آخره كما كان الرجاء يعاني من غياب كل من التيجاني المعطاوي وسعيد الصديقي والحارس الجزائري الدريد الذي رفض مواجهة فريقه الأم إضافة إلى ذلك أصيب الحارس أيت صالح فتمت المغامرة بإشراك الحرس الثالث حسن مندون.
على الرغم من هذه الظروف، ظل فريق الرجاء متماسكا وسجلت المولودية هدف واحد فتم اللجوء إلى ضربات الجزاء، والمفاجأة كانت هي تألق الحارس مندون الذي صد كرة لخضر بلومي أمام تألق للاعبي الرجاء
في تنفيذ الركلات، لينتصر الرجاء ويتوج بأول كأس قارية في تاريخه محطما رقما قياسيا لايزال صامدا وهو الفوز بعصبة الأبطال من أول مشاركة. بعد هذه المباراة لن يتم السماح للاعبين بالإستحمام في غرف تبديل الملابس بالإضاف إلى عدم تسلمهم الكأس إلا بعد أربع ساعات. فقد كانت هذه المواجهة ردا للاعتبار بعد هزيمة منتخب المغرب أمام الجزائر بخماسية في الدار البيضاء سنة 1979.

### 1990-1995: البحث عن التوازن
في 1990-1991أنهى النادي الموسم تاسعا
، وفي كأس العرش المغربي أقصي الرجاء من الدور الربع النهائي أمام النادي القنيطري. وفي الموسم الموالي، حل الرجاء وصيفا على بعد 8 نقاط من فريق الكوكب المراكشي. كما حل الرجاء وصيًا في كأس العرش ضد نادي الأولمبيك البيضاوي. ومرة أخرى الرجاء من جديد وصيفًا في موسم 1992-1993 أمام الوداد البيضاوي، منافسه الرئيسي من أجل زعامة كرة القدم البيضاوية. أما في كأس العرش، أقصي الرجاء من قبل الكوكب المراكشي.
في 1993-1994 حل الرجاء رابعا في البطولة، وفي الموسم التالي حل في المرتبة الثامنة.

### 1995-2006: الحقبة الذهبية
في سنة 1995، اندمج الرجاء مع الأولمبيك البيضاوي، حيث كان الأولمبيك آنذاك من أقوى الأندية المغربية، حيث حصل على بطولة المغرب سنة 1994، وفاز بكأس العرش سنة 1992 (الذي لعبه في عام 1994 ضد الرجاء البيضاوي في النهائي). كما فاز ثلاث مرات بالكأس العربية، لكن الأولمبيك البيضاوي كان يفتقد لقاعدة جماهيرية (التي ستسوق بها شركة الحليب منتوجاتها)، رغم تأسيسه الذي يعود إلى سنة 1904م، ورغم توفره على خيرة اللاعبين آنذاك في البطولة الوطنية المغربية. وهو ما جعل شركة الحليب المالكة لنادي الاتحاد البيضاوي تقترح أن تقوم بدعم نادي له قاعدة جماهيرية كبيرة لتستفيد من شعبيته ويستفيد الطرفان، وبالفعل وضع كل من نادي الجيش الملكي، نادي الوداد الرياضي ونادي الرجاء الرياضي ملفه، وتم قبول ملف الرجاء لامتيازه عن باقي الأندية بشعبيته الكبيرة آنذاك. فتم تفكيك الأولمبيك البيضاوي وإنتقل ما يناهز نصف لاعبيه (الذين يربطون مع بعقد) إلى الرجاء، فيما فضل البعض الانتقال لأندية أخرى في المغرب وخارجه. والنتيجة كانت منح أداء الرجاء دفعة جديدة، في نزال البطولة الوطنية المغربية لكرة القدم، إلى بداية سنوات ال2000م.

تشكيلة الرجاء الرياضي الفائزة بدوري أبطال إفريقيا موسم 1997

على عكس المنافسين الأكثر هيمنة على البطولة والتي شهدت التتويج بالألقاب في سنوات 1950-1970 ثم بداية 1990 للوداد البيضاوي وسنوات 1960 و1980 للجيش الملكي، انتظر عشاق النسور الخضر 32 سنة لرؤية فريقهم بطلا، حيث انطلق الدوري المغربي سنة 1956 و استطاع الرجاء أن يتوج بأول لقب في تاريخه في موسم 1987-1988 وفي هذه السنة تفوق الرجاء على وصيفه الكوكب المراكشي في آخر الجولات دون أن ينتظر نتيجة ملاحقه وذلك بعد فوزه بهدف واحد أهداه للرجاء اللاعب عبد الرحيم الحمراوي.
كان لهذا التتويج الأفريقي والوطني تأثير على استراتيجية النادي بالإضافة إلى الاستحواذ على الأولمبيك إذ أصبح الرجاء البيضاوي كالموج الجارف فمن 1996 إلى 2004 حصد النسر الرجاوي الأخضر واليابس حيث أصبح الرجاء الفريق الذي لا يهزم خصوصًا بعد ستة ألقاب متتالية. كما أن هذه المرحلة التاريخية بلغت أقصى نقطة في 1999 حين صنف الرجاء كأفضل فريق أفريقي بعد انتصاراته في دوري أبطال أفريقيا، وكأس السوبر الأفريقية وكأس الأفرو-آسيوية.
تأهل النادي إلى كأس العالم للأندية لكرة القدم 2000، في البرازيل. وأقصي الرجاء من الدور الأول بعد ثلاث خسارات ضد كل من نادي كورينثيانز (0–2)، النصر السعودي (3–4) وريال مدريد (2–3)
```
وفي كأس العرش حقق الرجاء ألقاب 1996 و2000 و2005، أما على على المستوى الدولي، فالحصيلة غنية فمن بين هذه الألقاب: دوري أبطال أفريقيا في 1997 و1999، وكأس الكاف في 2003 وكأس السوبر الأفريقية في 1999 وكأس الأفرو-آسيوية في 1999 ودوري أبطال العرب في 2006.

تشكيلة الرجاء الرياضي الفائزة بدوري أبطال إفريقيا موسم 1999

```

### 2006-2007: تراجع المستوى
في سبتمبر 2006، رحل عن الرجاء كثير من اللاعبين المميزين نتج عنه موسما كارثيا ترتب عنه احتلال الفريق المرتبة 11 في ترتيب البطولة الوطنية، و قد عاش النادي وضعًا صعبًا لكن لاعبي الفريق في الموسم القادم نجحوا في ضمان المرتبة الثالثة، بعيدا عن توقعات الجميع.

### 2012-2008: تباين في المستوى وهيمنة محلية

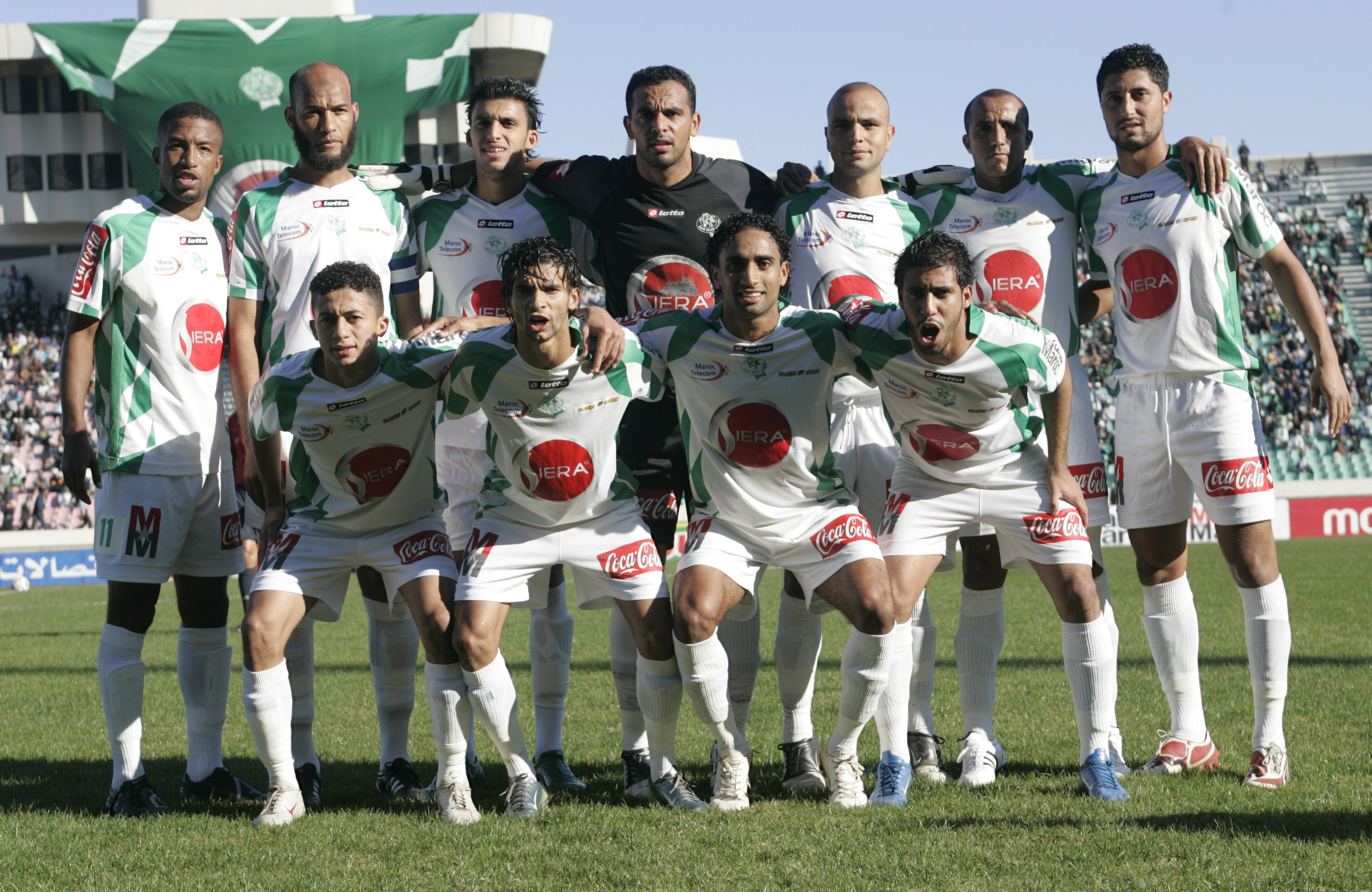
فريق الرجاء المتوج بطلا للمغرب في موسم 2008-2009.

بعد تدعيم صفوفه بعدة لاعبين جدد وقدماء، عانق الرجاء التتويج بعد فوزه بلقب البطولة الوطنية 2008-2009 بعد أن قام بموسم ممتاز وتزامن هذا اللقب مع الذكر 60 لتأسيس النادي. وفي الموسم التالي، بعد كان النسر الأخضر قريبا من الحفاظ على لقبه خسر نادي الرجاء اللقب في آخر جولة ولكن تأهل إلى دوري أبطال أفريقيا 2011.
وقد وجهت الأصابع إلى سياسة الرئيس غلام وقدم الاستقالة.
في صيف 2010، عاد الرئيس حنات وقدمت إليه التحية من قبل المناصرين، وبعد جلب النادي لاعبين جدد، حقق النادي البطولة للمرة العاشرة وبالتالي علق النجمة الأولى وفي هذا الموسم دائما تأهل إلى ربع نهائي دوري أبطال أفريقيا لكن أقصي من دور المجموعتين.
في صيف 2011، استقال المدرب محمد فاخر. وإذا تم اعتبار أنه قام بموسم سيئ، فإنه رأى البعض الآخر أنه على الأقل كافح للقب قبل أن يتراخ حيث أنهى النادي الموسم في المرتبة الرابعة.

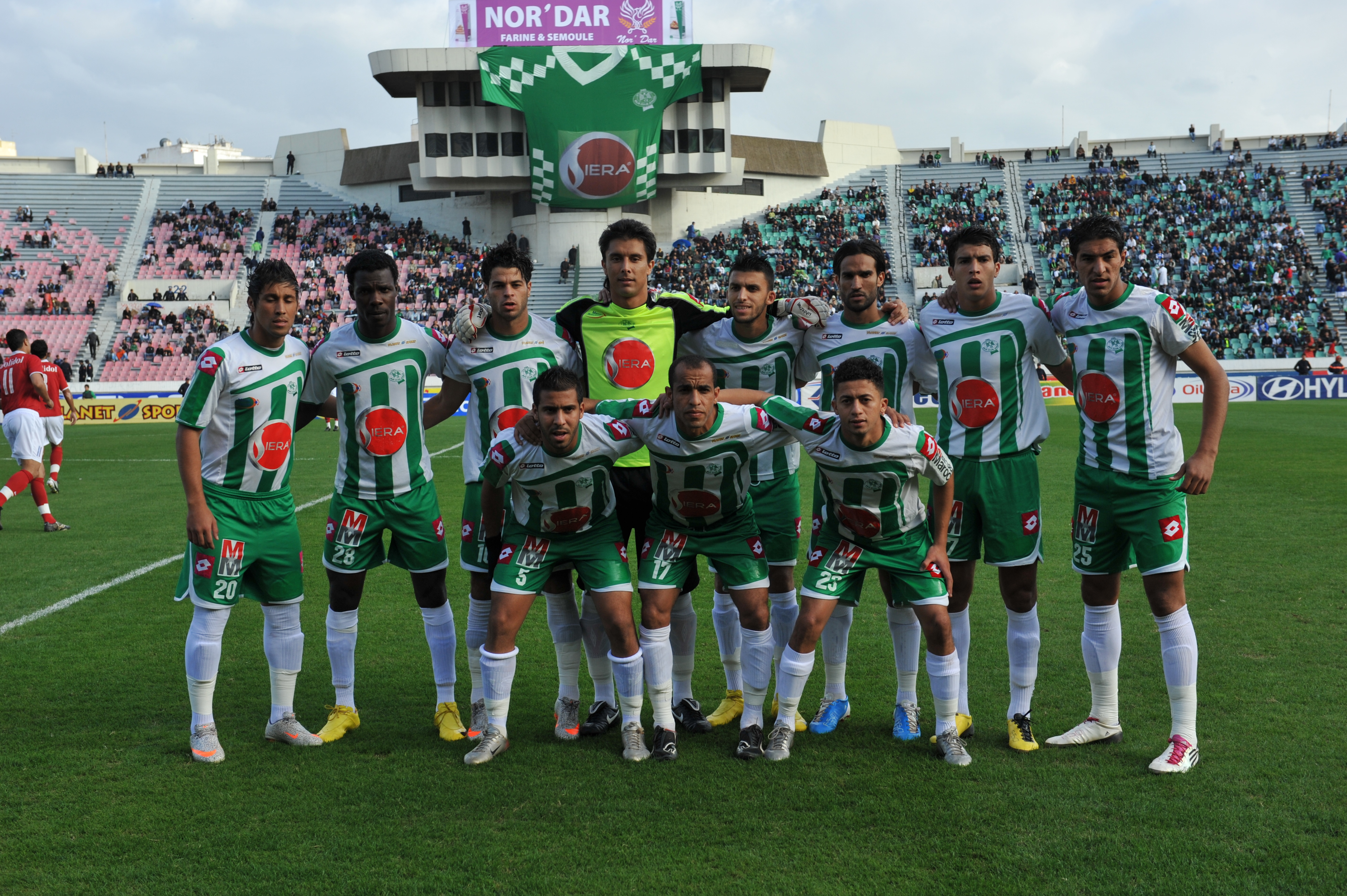
فريق الرجاء المتوج بطلا للمغرب في موسم 2010-2011.

### 2016-2012: عودة النسر الرجاوي للتحليق

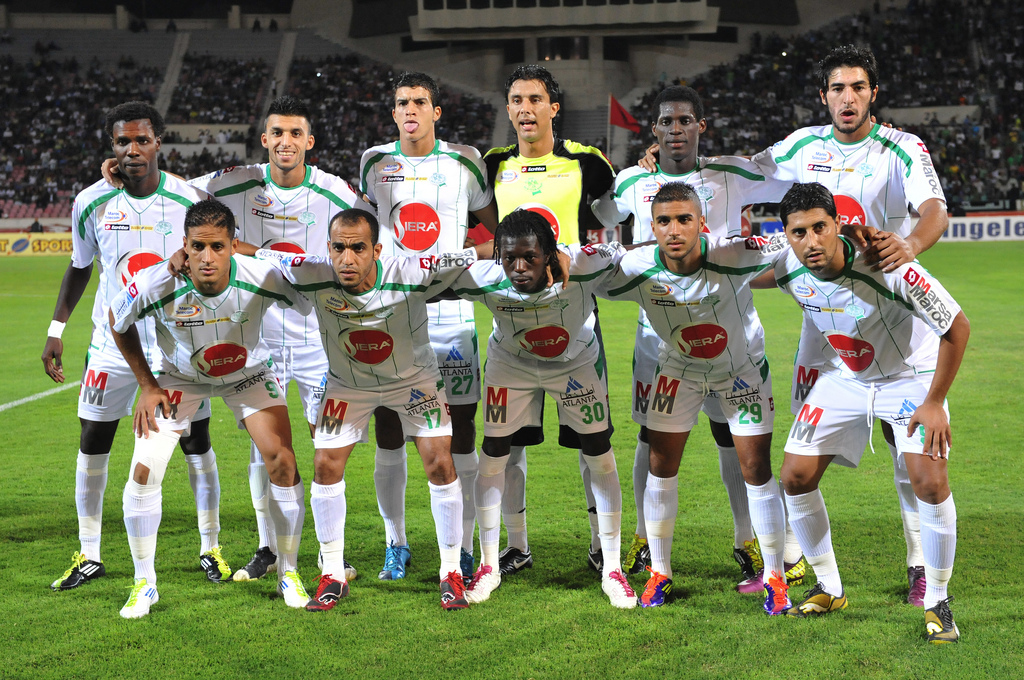
الرجاء في موسم 2012

بعد موجة عريضة من الاحتجاجات، استقال عبد السلام حنات من منصبه وتم عقد اجتماع عام في يونيو 2012. وخلالها أصبح محمد بودريقة رئيسا جديدا للنادي وأعطى نفسا جديد للإدارة الرياضية للنادي مع جلب عدد كبير من اللاعبين والتعاقد المدرب الرجاوي محمد فاخر الذي عاد إلى تدريب النادي من جديد.
باشر النادي إعداده قبل الموسم في تونس وعاد بعد ذلك إلى المغرب لمواجهة أتلتيك بيلباو الإسباني أمام 60000 مناصر متشوقين لرؤية الوجه الجديد لفريقهم. واستطاع الرجاء الفوز على وصيف الدوري الأوروبي وكأس ملك إسبانيا بنتيجة 3–1، لكن بعد ذلك خسر الرجاء أمام إف سي برشلونة بنتيجة 0–8.
وفي 18 نونبر 2012، توج الرجاء بلقب كأس العرش المغربي لكرة القدم بعد فوزه على الجيش الملكي.
في 25 مايو 2013، حصل الرجاء على لقب البطولة المغربية للمرة 11 في تاريخه بعد تصدره للبطولة طيلة الموسم.
في 18 نوفمبر 2013، لعب النسور الخضر نهائي كأس العرش المغربي للمرة الثانية على التوالي لكن خسر أمام الدفاع الحسني الجديدي رغم أنه كانت الأفضلية للرجاء طيلة المبارة.
من 11 إلى 21 ديسمبر 2013، شارك الرجاء للمرة الثانية في تاريخه في كأس العالم للأندية لكرة القدم. حقق الفريق الأهم وأقصى على التوالي أبطال اتحاد أوقيانوسيا لكرة القدم (أوكلاند سيتي: 2/1)، والكونككاف (نادي مونتيري: 2/1)، ثم CONMEBOL (نادي أتلتيكو مينيرو: 3/1)، ليحقق تأهل تاريخي إلى نهائي المنافسة، وهي مرحلة لم يسبق لأي فريق عربي أن وصل إليها. وفي النهائي الذي لعب في ملعب مراكش خسر النسر الرجاوي أمام العملاق البفاري بايرن ميونخ بنتيجة 0-2 لكن خرج مرفوع الرأس تحت تصفيق الجميع. بعد ذلك استقبل الرجاء بحفاوة عند وصوله إلى الدار البيضاء، وبإنجاز النادي في هذه المنافسة أصبح من بين الأندية الكبرى في تاريخ كرة القدم المغربية والعربية.

تشكيلة الرجاء الرياضي التي خاضت سنة 2013 نهائي كأس العالم للأندية أمام نادي بايرن ميونيخ الألماني.

### 2018-2016: الرجاء في أزمة...
بعد مجموعة من النجاحات والألقاب، دخل نادي الرجاء بشكل مفاجئ في أزمة خانقة على جميع المستويات وذلك كان راجعا إلى أربعة عوامل أساسية والأولى هي أزمة نتائج خلال السنتين الأخيرتين للرئيس محمد بودريقة بسبب إخفاق العديد من المدربين واللاعبين الجدد، وثانيا أزمة مالية بعد تفاقم الديون نتيجة تكاليف الانتذابات الكبيرة التي فشلت، أما ثالث العوامل فكان هو أزمة إدارية في بيت فريق الرجاء الرياضي بين فرع كرة القدم وباقي فروع النادي، والعامل الرابع هو أزمة جماهيرية تمثلت في تجدد خلافات وصراعات بين مختلف الألتراس والمجموعات المساندة للنادي الشيء الذي حرم الفريق من دعم مشجعيه المالي والمعنوي.
ففي سنة 2016 تم عقد جمعا عاما استثنائيا لانتخاب رئيس جديد خلفا لرجل الأعمال محمد بودريقة الذي فضل الرحيل من الأجواء المشحونة في النادي؛ فكان اختيار السياسي المغربي سعيد حسبان بعد أن كان هو المرشح الوحيد، هذا الأخير كانت له دراية كبيرة بالقانون بحكم المناصب العليا التي تقلدها لكنه كان يفتقد للشعبية الكافية لينال ثقة الجماهير الرجاوية التي بدأت بانتقاده منذ أسابيعه الأولى. الرئيس الجديد وفي مجموعة من الخرجات الإعلامية فاجأ الرأي العام المغربي بندوة صحفية يأكد فيها أن الرجاء يعيش أزمة مالية مقدرا قيمة الديون المتراكمة على النادي بأرقام كبيرة لم يسبق أن عرفها تاريخ النادي ومحملا المسؤولية للرئيس السابق فنتج عن ذلك خلاف بين حسبان وبودريقة. سعيد حسبان الذي عبر عن عدم مقدرته على حل المشاكل المالية من ماله الخاص وأنه جاهز لمغادرة الفريق في حالة تقدم رئيس قادر على إنقاذ الفريق
، سينال فيما بعد وابلا من الانتقادات وصلت إلى عقد ما يقارب ثمانية مسيرات ووقفات احتجاجية للمشجعين أمام كل من مقر النادي والجامعة، انتقادات كانت تصل إلى الملعب حيث أن كل مباراة كانت فرصة للجماهير للتعبير على غضبها ضد الرئيس خصوصا بعد عشرات من القرارات الإدارية والأفعال المشبوهة لمكتبه المسير.
الأزمة المالية للرجاء لم تؤثر نهائيا على نتائج الفريق واللاعبين أبانوا على تماسكهم وتضامنهم مع الجماهير بحيث أن أداء الفريق تحسن مقارنة بالسنتين الأخيرتين حيث أنهت كتيبة المدرب محمد فاخر الموسم محتلة المركز الثالث في البطولة الوطنية المغربية والذي يؤهل الفريق للعودة إلى المنافسات الإفريقية، لكن في نهاية المطاف ستتم إقالة المدرب فاخر بشكل مفاجئ وذلك كان راجعا إلى إدلائه بتصريحات تفضع التسيير العشوائي في ملعب النادي بالوازيز.
وفي 2017، رغم بعض إصلاحات سعيد حسبان ظلت الأزمة في تزايد مستمر ألقت بظلالها على الانتذابات ومشاكل الموظفين واللاعبين الذين امتنعوا على التدريبات لكن ذلك لم يمنع الفريق والمدرب الإسباني الجديد خوان كارلوس غاريدو من الفوز بلقب كأس العرش بعد الانتصار بالضربات الترجيحية على الدفاع الحسني الجديدي في الرباط أمام انتقال تاريخي ل 50000 مشجع للرجاء.
وفي بداية سنة 2018، حصل بعض أبناء الجالية الرجاوية بأوروبا على تصريح للقيام بمسيرة احتجاجية أمام مقر الفيفا بسويسرا لكن تم التراجع عن ذلك بعد تحرك الجامعة الملكية المغربية لكرة القدم وإجبارها للمكتب المسير للقيام بجمع عام.
يوم 13 أبريل 2018، قدم حسبان استقالته وتم تأسيس لجنة للإشراف على النادي برئاسة الرئيس السابق في التسعينيات محمد أوزال بعد اجتماع المنخرطين ومجموعة من الإداريين السابقين في والذين نسوا خلافاتهم من أجل المصلحة العليا للرجاء واحتراما للقاعدة الجماهيرية للفريق الذين أكدوا على جاهزيتهم للرفع من ثمن التذكرة والذين قاموا بتجاوز جميع الخلافات فيما بين رابطة مشجعي الفريق (الألتراس) وبذلك أصبح حضورهم في المدرجات قياسيا بهدف التضامن مع لاعبي الفريق في هذه الأزمة ليتم وضع نقطة النهاية لمعاناة الرجاء البيضاوي إبان عهد سعيد حسبان من سوء تسيير وتردي أوضاع اللاعبين ماديا ومعنويا لكن ما أثار حفيظة وغضب الجماهير هو عودة سعيد حسبان من بوابة هذه اللجنة باعتباره رئيسا سابقا مما لم يتقبله الجمهور الذين لم يتقبلوا أي مشاركة له في تسيير شؤون الإدارة.
وقد عرف هذا الجمع تنصيب السيد محمد أوزال رئيسا للجنة مؤقتة المكونة من الرؤساء السابقين إلى غاية نهاية الموسم الكروي 2017/2018 والذي سيتم بعده القيام بجمع عام استثنائي لانتخاب لائحة رئيس ومكتب جديدين إذ سيتحول إداريا النادي في الموسم الموالي من جمعية رياضية متعددة الفروع إلى شركة رياضية تمتلك أسهمها الجمعية الرياضية نفسها لنادي الرجاء.

## سجل البطولات
|  | البطولات                    | عدد الألقاب | سنوات الألقاب                                                                | سنوات الوصافة                                                          |
|  | --------------------------- | ----------- | ---------------------------------------------------------------------------- | ---------------------------------------------------------------------- |
|  | البطولة الوطنية المغربية    | 13          | 1988، 1996، 1997، 1998، 1999، 2000، 2001، 2004، 2009، 2011، 2013، 2020، 2024 | 1966، 1974، 1986، 1992، 1993، 2003، 2005، 2010، 2014، 2019، 2021، 2022 |
|  | كأس العرش                   | 9           | 1974، 1977، 1982، 1996، 2002، 2005، 2012، 2017، 2024                         | 1965، 1968، 1983، 1992، 2013، 2022                                     |
|  | دوري أبطال أفريقيا          | 3           | 1989، 1997، 1999                                                             | 2002                                                                   |
|  | كأس الكونفيدرالية الأفريقية | 2           | 2018، 2021                                                                   | -                                                                      |
|  | كأس السوبر الأفريقي         | 2           | 2000، 2019                                                                   | 1998، (ديسمبر) 2021                                                    |
|  | كأس الاتحاد الأفريقي        | 1           | 2003                                                                         | -                                                                      |
|  | الكأس الأفروآسيوية          | 1           | 1998                                                                         | -                                                                      |
|  | دوري أبطال العرب            | 2           | 2006، 2020                                                                   | 1996                                                                   |
|  | كأس اتحاد شمال إفريقيا      | 1           | 2015                                                                         | -                                                                      |

### كأس العالم للأندية
|  | البطولات           | عدد الألقاب | الوصافة | سنوات الوصافة |
|  | ------------------ | ----------- | ------- | ------------- |
|  | كأس العالم للأندية | -           | 1       | 2013          |

## اللاعبون

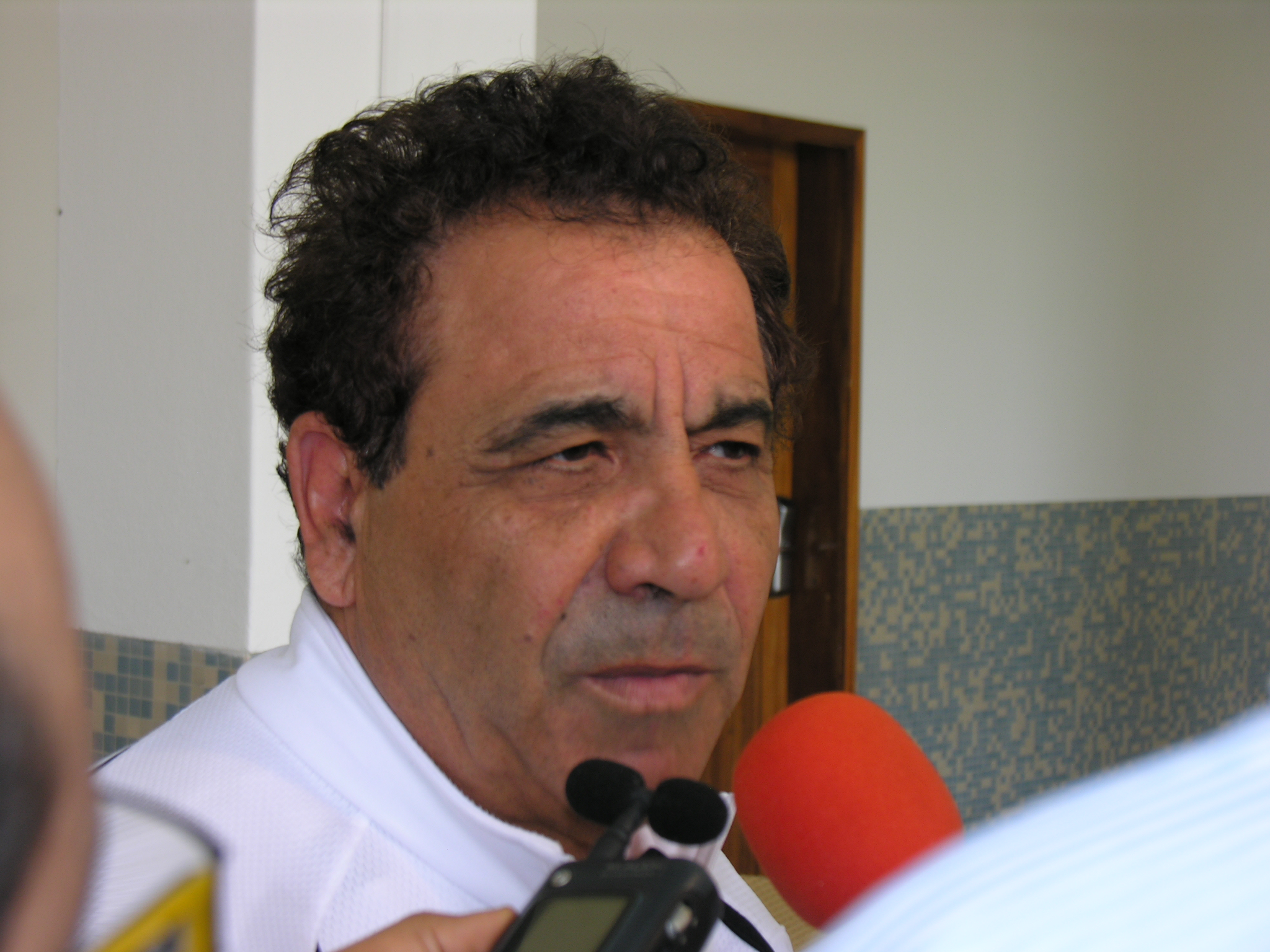
المدرب التونسي فوزي البنزرتي الذي قاد النادي للعب نهائي كأس العالم للأندية 2013

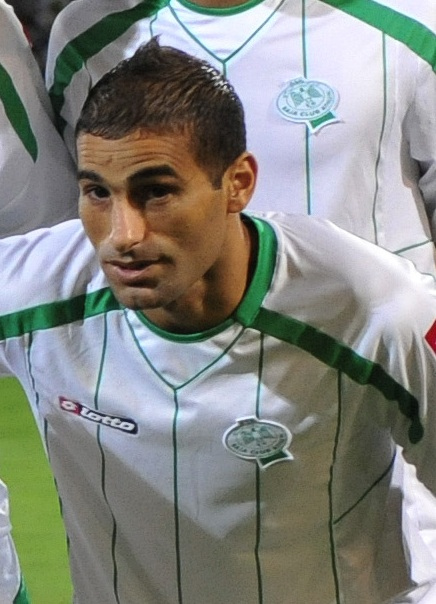
زكرياء الزروالي، لاعب الرجاء السابق الذي وافته المنية يوم 3 أكتوبر 2011 إثر علاجه الخاطئ لفيروس إصابة في الكاميرون بعد أن خاض مع الرجاء مباراة بدوري أبطال إفريقيا.

ملاحظة: تشير الأعلام إلى المنتخب بحسب قواعد الأهلية المعتمدة من قبل الفيفا؛ تنطبق بعض الاستثناءات المحدودة. وقد يحمل اللاعبون أكثر من جنسية لا تعترف بها الفيفا.
| الرقم | البلد   | المركز | اللاعب           |
| ----- | ------- | ------ | ---------------- |
| 1     | المغرب  | حارس   | أنس الزنيتي      |
| 22    | المغرب  | حارس   | أمير الحداوي     |
| 32    | المغرب  | حارس   | المهدي لحرار     |
| 3     | المغرب  | مدافع  | زكرياء لابيب     |
| 28    | المغرب  | مدافع  | بوشعيب العراصي   |
| 17    | المغرب  | مدافع  | يوسف بالعمري     |
| 5     | المغرب  | مدافع  | عبد الإلاه خفيفي |
|       |         |        |                  |
| 25    | المغرب  | مدافع  | عبد الكريم باعدي |
| 27    | المغرب  | مدافع  | محمد بولكسوت     |
| 7     | المغرب  | مهاجم  | كريم الأشقر      |
|       |         |        |                  |
|       |         |        |                  |
|       |         |        |                  |
|       |         |        |                  |
| 19    | المغرب  | وسط    | محمد ازريدة      |
| 14    | المغرب  | وسط    | هيرڤي غاي        |
| 30    | مالي    | وسط    | احمادو كامارا    |
| 34    | المغرب  | وسط    | صابر بوغرين      |
| 26    | الجزائر | مهاجم  | يسري بوزوق       |
| 10    | المغرب  | مهاجم  | آدم النفاتي      |
| 11    | المغرب  | مهاجم  | نوفل زرهوني      |
| 9     | المغرب  | مهاجم  | الحسين رحيمي     |

المصدر:

## شعارات النادي

اللون الأخضر للنجمة الخماسية في العلم المغربي كان مصدر إلهام لاختيار لون شعار وأقمصة النادي
الشعار القديم للنادي والذي ظلت أقمصة الفريق تحمله مدة 53 سنة، أي منذ نشأته سنة 1949 قبل أن يتم تغييره سنة 2001، يُعتقَد أن مصمم الشعار هو الأب جيكو بنفسه الذي حرص على جعل النسر الجارح شعارا للنادي.
صُمِّم شعار النادي الجديد من طرف شركة خاصة لصناعة التصاميم مباشرة بعد توقيع النادي مع شركة TSM؛ وذلك لمواكبة النهضة التي عرفها الفريق من حيث التسويق الرياضي وكذلك لمواكبة النهضة التي عرفها العالم من حيث تحديث شعارات الأندية العالمية.

الشعار الجديد الذي صمم سنة 2001 ضم ثلات نجوم صغيرة تشير إلى عدد الكؤوس التي أحرزها في دوري أبطال إفريقيا (1989، 1997 و1999)
شعار الرجاء الرياضي المائل الذي يتم استعماله عادة للإعلانات والصحافة.

- بعد الفوز ببطولة الدوري المغربي العاشرة في تاريخ النادي سنة 2011 عرفت إضافة النجمة الذهبية الأولى لشعار النادي، أطلق الرجاء الرياضي في شهر يونيو تصويتا خاصا لجماهيره على موقع النادي الرسمي بالشبكة العنكبوتية وذلك حول اختيار الشعار الجديد للنادي بعد الفوز بالنجمة الأولى. هذا وطرح الفريق ثلاثة شعارات خاصة، وانتهى التصويت الذي استمر لشهر كامل بتفوق الاقتراح الثالت بحوالي 10366 ألف صوت، بينما حاز الاقتراح الأول على 9640 ألف صوت، وحصل الاقتراح الثاني على 2153 صوت، بينما بلغ عدد المصوتين الذين لم يعجبهم أي اقتراح من الشعارات الثلاتة 417 مصوتا..

اقتراح 1
اقتراح 2
اقتراح 3

وفي سنة 2018، صنف بصحيفة ماركا الإسبانية شعار نادي الرجاء الرياضي أحسن شعار فريق كرة قدم في العالم متفوقا بذلك على أندية مرموقة مثل ريال مدريد، ليفربول وبرشلونة.

## ألوان وقمصان النادي
يُلقَّب من قِبل جمهوره في المغرب بالجراد لكثرته، وكذلك نسبة للون الفريق الأخضر الذي يطغى على المدرجات المخصصة لمشجعي النادي. ويُعتبر هذا اللون في علم النفس البشرية، مصدرا أساسيا للأمل، ولذلك استخدم الكثير من الأدباء والفلاسفة هذا اللون للتعبير عن شدة الأمل وقوته. وأُختير الأخضر كذلك لأنه اللون الثاني للعلم المغربي المتكون من اللونين الأحمر والأخضر ولأن فريق الوداد الرياضي فريق مدينة الدار البيضاء الآخر اختار اللون الأحمر مسبقا. كما أُختير شعار النسر رمزًا للفريق بسبب الفترة التي كان يعيشها المغرب تحت وطأة الاستعمار ومقاومة المغاربة آنذاك؛ فالنسر حسب بعض ممن أسّسوا الفريق طائر عنيد وكاسر لا يخشى المواجهة ودائما شامخ وهذا ما كان ينطبق على المقاومين والوطنيين: العزة، والشموخ، والشجاعة. ومنذ منتصف تسعينيات القرن الماضي أصبح نادي الرجاء الرياضي يلعب بالقمصان المخططة بالأبيض والأخضر في مزج للوني النادي، وأصبح في غالب الأحيان يستخدم اللون الأزرق للقمصان الاحتياطية.
| 1959-1960 |

| 1962-1963 |

| 1967-1968 |

| 1973-1974 |

| 1978-1979 |

| 1982-1983 |

| 1989-1990 |

| 1993-1994 |

| 1995-1996 |

| 1996-1997 |

| 1997-1998 |

| 1998-1999 |

| 1999-2000 |

| 2000-2001 |

| 2001-2002 |

| 2002-2003 |

| 2003-2004 |

| 2004-2005 |

| 2005-2006 |

| 2006-2007 |

| 2007-2008 |

| 2008-2009 |

| 2009-2010 |

| 2010-2011 |

| 2011-2012 |

| 2012-2013 |

| 2013-2014 |

| 2014-2015 |

| 2015-2016 |

| 2016-2017 |

| 2017-2018 |

| 2018-2019 |

## ملعب النادي
ملعب النادي هو ملعب محمد الخامس الذي يقتسمه مع جاره وغريمه التقليدي الوداد الرياضي، تم بناؤه سنة 1955 تحت اسم مارسيل سيردان، وبه 30.000 مقعد، سنة بعد ذلك وبعدما أخد المغرب استقلاله تم تغيير اسمه إلى سطاد دونور. عرف المركب تحديثا كبيرا منذ سنة 1970 إلى غاية سنة 1981 برسم تنظيم المغرب لألعاب البحر الأبيض المتوسط سنة 1983، حيث تمت اضافات كبيرة تخص عدد المقاعد وتنصيب لوحتين إليكترونيتين وتم إعادة افتتاحه سنة 1981 باسمه الحالي مركب محمد الخامس وأصبح يحتوي على 45000 مقعد.
أصبح مركب محمد الخامس الآن تحفة رياضية مغربية، حيث يحتوي على قاعة رياضية كبيرة تحتوي على 12000 مقعد وتشمل جميع الأنواع الرياضية من كرة سلة، وكرة اليد، وكرة الطائرة، والجمباز، والملاكمة، بالإضافة إلى مسبح أولمبي، وقاعة للاجتماعات وقاعة طبية كبيرة.

## محتضنوا النادي
يعدّ الرجاء الرياضي النادي الوطني الأكثر حيازة لعدد المحتضنين والمستشهرين وذلك بفضل الشركة الفرنسية طرانس أطلس للتسويق الرياضي TSM الخاصة بتسويق منتوج فريق الرجاء والتي أسست فرعا لها بمدينة الدار البيضاء مباشرة بعد توقيعها مع الفريق سنة 2001.و يعدّ فريق الرجاء سباقا لدخول عالم التسويق التجاري الرياضي بحيث يعدّ الرجاء أول نادي مغربي يؤسس لجنة للتسويق الرياضي وأول نادي بالمغرب وإفريقيا يوقع مع شركة خاصة بالتسويق الرياضي. الرجاء الرياضي متعاقد مع شركة  لوطو LOTTO للألبسة الرياضية لمدة 6 سنوات (2008 - 2013)، بعدها تعاقد النادي مع شركة أديداس منتصف سنة 2013، بعدها تعاقد النادي مع شركة ليجيا الإيطالية بداية موسم 2016-2017 كما يتوفر النادي على متجر خاص لبيع أمتعة النادي يدعى RAJA STORE.

## قائمة مدربي الرجاء

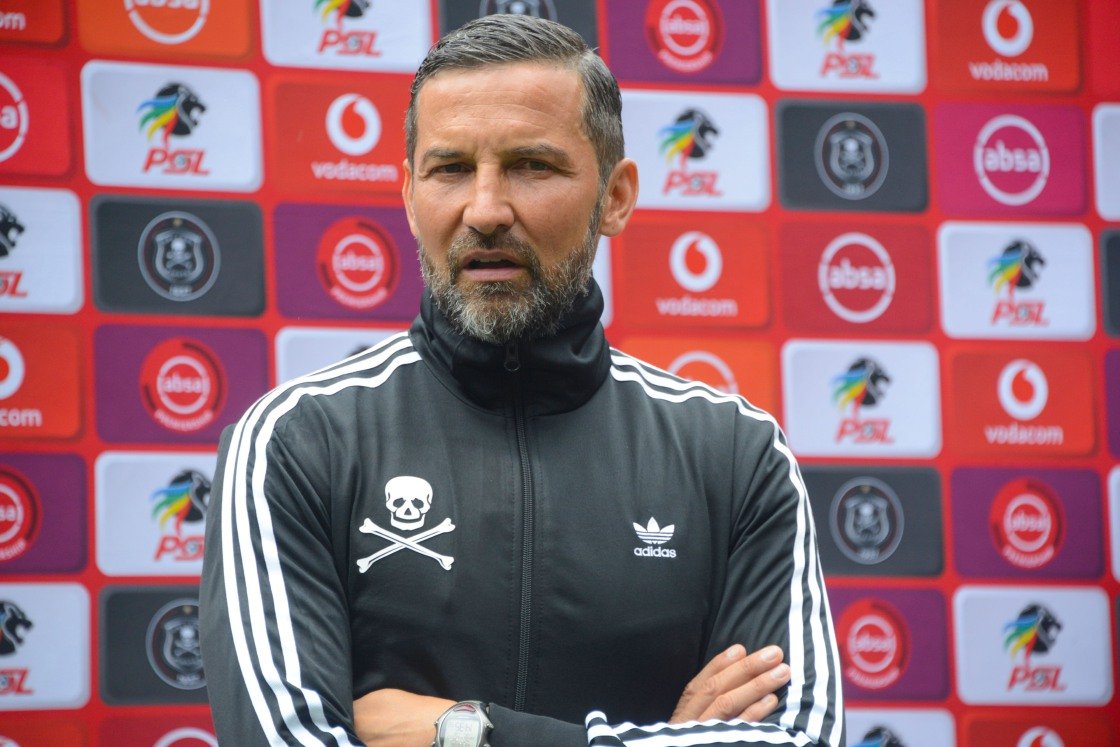
جوزيف زينباور مدرب الرجاء السابق.

تعاقب على تدريب النادي 44 مدربًا منذ عام 1956 وحتى الوقت الحالي، ويُعد الأرجنتيني أوسكار فيلوني أنجح مدربين في تاريخ النادي، إذ حقق 5 ألقاب منها لقبين في دوري أبطال أفريقيا وكأس السوبر الأفريقي ودوري أبطال العرب ولقب الدوري المغربي، يليه المغربي محمد فاخر ب 4 ألقاب محلية، أما المدرب الذي درب الفريق لأطول مدة هو الأب جيكو الذي بقي لما يفوق عشر سنوات وغادر النادي سنتين قبل وفاته وهناك عدد من المدربين الذين تعاقبوا على تدريب النادي حالفهم الحظ بقيادة الفريق للظفر ببطولة واحدة.
- عبد القادر جلال
- الأب جيكو
- عبد الله بليندة
- حمان
- تيباري
- بيتر ماندرو
- طاشكوف
- بال أوروز
- حسن حرمة الله
- فيرناندو كابريتا
- رابح سعدان
- فالانتان إيفانوف
- محمد فاخر
- إفجيني روغوف
- ألكسندر مولدوفان
- عبد الله العماري
- وحيد خليلهودزيتش
- أوسكار فيلوني
- فالدير فييرا
- سيلفستر تاكاك
- فتحي جمال
- والتر مويس
- هنري ميشيل
- ألفريد كازميرو
- ألان فيارد
- هينري ستامبولي
- باكو فورتيس
- محمد النجمي
- جان إفيس شاي
- جمال السلامي
- خوسي روماو
- كارلوس موزير
- إيلي بلاتشي
- بيرتراند مارشاند
- فوزي البنزرتي
- عبد الحق بن شيخة
- رود كرول
- رشيد الطاوسي
- خوان كارلوس غاريدو
- باتريس كارتيرون
- جمال السلامي
- لسعد الشابي
- مارك فيلموتس
- رشيد الطاوسي
- فوزي البنزرتي
- منذر الكبير
- جوزيف زينباور (المدرب الحالي)
- روسمير زفيكو ( المدرب الحالي)[37]

## الرؤساء
منذ تأسيس النادي عام 1949 حتى الآن تعاقب على رئاسة النادي 20 رئيسًا، يُعتبر عبد الله غنام الرئيس الذي تولى رئاسة النادي لأطول مدة زمنية بلغ مجموعها 6 سنوات من العام 1992 حتى العام 1998 ومن سنة 2007 إلى العام 2010 وهو الرئيس الذي حقق النادي بعهده أكبر عدد من البطولات بواقع 7 بطولات رسمية.
القائمة التالية تضم رؤساء نادي الرجاء الرياضي منذ رئاسة حجي بن أبادجي عام 1949 وحتى اليوم.
| الاسم                     | الأعوام              |
| ------------------------- | -------------------- |
| حجي بن أبادجي             | 1949–1950            |
| مولاي ساسي العلوي أبودركة |                      |
| بوجمعة قدري               |                      |
| العشوبي البوعزاوي         |                      |
| كريم حجاج                 |                      |
| مكي العرج                 |                      |
| محمد المعطي بوعبيد        | 1970–1972            |
| عبد اللطيف سملالي         |                      |
| عبد العزيز المسيوي        |                      |
| عبد الواحد معاش           |                      |
| عبد الله الفردوس          | 1981–1984            |
| عبد القادر الرتناني       | 1985–1989            |
| محمد أوزال                | 1992–1990            |
| عبد الله غنام             | 1992–1998            |
| أحمد عمور                 | 1998–2002            |
| عبد السلام حنات           | 2002–2004            |
| عبد الحميد صويري          | 2004–2007            |
| عبد الله غنام             | 2007–2010            |
| عبد السلام حنات           | 2010–2012            |
| محمد بودريقة              | 2012–2016            |
| سعيد حسبان                | 2016–2018            |
| جواد الزيات               | 2018–2020            |
| رشيد الأندلسي             | 2020–2021            |
| أنيس محفوظ                | 2021–2022            |
| عزيز البدراوي.            | 16/6/2022–/24/9/2022 |
| محمد بودريقة              | الرئيس الحالي        |

## إحصائيات ومعلومات

### محليا
- يعدّ نادي الرجاء الرياضي أول فريق مغربي يفوز بالبطولة الوطنية المغربية 6 مرات متتالية وذلك في موسم (1995-1996) إلى موسم (2000-2001)
- أكبر عدد من النقاط المحصل عليها في موسم واحد (2023-2024) بعد إعلان الصيغة الجديدة للبطولة الاحترافية سنة 2012 (72 نقطة).
- في موسم (1997-1996) فاز الرجاء بالدوري ولم يخسر إلا في مباراة واحدة.
- في موسم (2023-2024) فاز الرجاء بالدوري ولم يخسر ولا مباراة.
- في موسم (2023-2024) حقق أطول سلسلة انتصارات في الدوري ب9 انتصارات متتالية، بجانب الجيش الملكي.
- لم يسقط النادي إلى الدرجة الثانية ليومنا هذا بجانب نادي الوداد الرياضي ونادي الجيش الملكي.

### قاريا
- النادي المغربي الوحيد الذي لعب جميع نهائيات كل المسابقات التي شارك فيها، إلى جانب الجيش الملكي.
- بعد تتويجه بدوري أبطال أفريقيا للمرة الثالثة في تاريخه سنة (1999) تأهل إلى كأس العالم للأندية 2000 بالبرازيل كأول فريق مغربي وإفريقي يشارك في المونديال.
- أول فريق عربي وثاني فريق إفريقي بعد نادي مازيمبي، يتأهل إلى نهائي كأس العالم للأندية 2013 وواجه بطل أوروبا بايرن ميونيخ الألماني وانتهت المباراة بفوز النادي الألماني بهدفين دون رد.
- الرجاء الرياضي رابع أكثر فريق في إفريقيا فوزا بالبطولات القارية 9 بطولات منذ (1989 إلى 2021).
- احتل نادي الرجاء الرياضي الرتبة الثالثة في تصنيف أفضل نادي كرة قدم في إفريقيا خلال القرن العشرين حسب الاتحاد الدولي لإحصائيات كرة القدم والاتحاد الأفريقي حيث صنف سنة 2000 ضمن لائحة الفيفا لأحسن عشر نوادي في العالم.
- أول فريق مغربي تمكن من الفوز على الأهلي المصري بالقاهرة في أحد المنافسات الإفريقية.
- الرجاء الرياضي النادي المغربي الوحيد الذي احتل مركز من بين أفضل 10 فرق في العالم من طرف الاتحاد الدولي لكرة القدم (فيفا) في سنة 2000.
- أول فريق يفوز في الكونغو الديمقراطية وكان ذلك في دور المجموعات من عصبة الأبطال الأفريقية موسم 2019/2020، ولعب الرجاء ضد فريق فيتا كلوب الكونغولي وفاز بهدف لصفر.

### الهداف
- يُعتبر الهداف التاريخي الأول للرجاء هو سعيد غاندي لكن عدد الأهداف المسجلة غير معروفة لأنها لم تكن تحفظ في فترة السبعينيات ولذلك انطلاقا من التسعينات اللاعب صلاح الدين بصير الهداف التاريخي للنادي، بواقع 147 هدف أحرزها خلال المباريات الرسمية.

### اللاعب الأكثر مشاركة
- يعدّ نجم خط الوسط الدولي المغربي عبد المجيد الضلمي أكثر لاعب لعب لنادي الرجاء الرياضي بعدد مباريات 568 مباراة رسمية، علمًا أن آخر مباراة رسمية لعبها بألوان النادي كانت في موسم (1990-1991)، الظلمي هو أيضا أكثر لاعب مغربي حمل قميص المنتخب الوطني المغربي.
- وبعد سنة من اعتزاله نهائيا حصل على جائزة اللعب النظيف من طرف منظمة اليونسكو اعترافا بأخلاقه الرياضية العالية ليكون أول لاعب في العالم يحظى بهذا الشرف، وانتظر سنين طويلة قبل أن يتم تكريمه في بلده الأم في لحظات مؤثرة عاشها رفقته رفاق دربه في عالم الكرة.

### المستشهرين والإعلام
منذ يونيو 2023، الشركة الإنجليزية أمبرو (شركة)  هي التي تستورد المعدات الرسمية للنادي.

### الجوائز الفردية
| أفضل لاعب | أفضل هداف | أفضل حارس | أخرى |
| --- | --- | --- | --- |
| - كأس العالم للأندية؛ الكرة النحاسية (1) محسن ياجور: 2013 - أفضل لاعب في دوري أبطال أفريقيا (2) مصطفى مستودع: 1999 هشام أبوشروان: 2002 - أفضل لاعب مغربي في السنة (1) سفيان العلودي: 2005–06 - أفضل لاعب في الدوري المغربي (5) هشام أبوشروان: 2001–02 محسن متولي: 2010–11، 2013–14 سفيان رحيمي: 2019–20، 2020–21 - أفضل مدافع في الدوري المغربي (2) محمد أولحاج: 2008–09 بدر بانون: 2017–18 - أفضل لاعب صاعد في الدوري المغربي (4) عبد الإله الحافيظي: 2011–12 عبد الكبير الوادي: 2013–14 محمود بنحليب: 2017–18 سفيان رحيمي: 2018–19 - أفضل لاعب أجنبي في الدوري المغربي (4) كوكو غيهي: 2013–14 ميشال باباتوندي: 2015–16 بين مالونغو: 2020–21 يسري بوزوق: 2023–24 | - هداف كأس العالم للأندية (1) محسن ياجور: 2013 - هداف دوري أبطال أفريقيا (4) عبد الكريم نزير: 1997 رضا الرياحي: 1998 مصطفى مستودع: 1999 هشام أبوشروان: 2002 - هداف كأس الاتحاد الأفريقي (1) هشام أبوشروان: 2003 - هداف كأس الكونفيدرالية الإفريقية (2) محمود بنحليب: 2018 بين مالونغو: 2020–21 - هداف الدوري المغربي (6) موسى حنون: 1959–60 (22 هدف) حومان جرير: 1966–67 (18 هدف) مصطفى بيضوضان: 2002–03 (14 هدف)، 2003–04 (13 هدف) محسن ياجور: 2016–17 (17 هدف)، 2018–19 (19 هدف) - هداف دوري أبطال العرب (1) سفيان العلودي: 2005–06 | - أفضل حارس في العالم آلان غواميني: المركز 10 في 1992 - أفضل حارس في دوري أبطال أفريقيا (4) مصطفي الشاذلي (3): 1997، 1999، 2002 أنس الزنيتي: 2020 - أفضل حارس في الدوري المغربي (8) مصطفي الشاذلي (3): 1998، 2001، 2004 أنس الزنيتي (5): 2017، 2020، 2021، 2022، 2024 | - أفضل مدرب في الدوري المغربي (2) جمال السلامي: 2020 جوزيف زينباور: 2024 - أفضل هدف في دوري أبطال أفريقيا (1) عبد الواحد عبد الصمد: 2002 - جائزة اللعب النظيف من منظمة اليونسكو (1) عبد المجيد الضلمي: 1992 |

## الديربي والكلاسيكو

### الديربي
ديربي الدار البيضاء هو ديربي يجمع بين نادي الوداد الرياضي ونادي الرجاء الرياضي، ويصنف حاليا من بين أفضل الديربيات في العالم وأفضل مرتبة احتلها المرتبة 6، وتقام مباراة الديربي في ملعب محمد الخامس بمدينة الدار البيضاء. الديربي يُجرى بالمركب الرياضي محمد الخامس بمدينة الدار البيضاء أمام 80.000 متفرج حسب الاعلام المحلي مع العلم أنه لا تتم طباعة سوى 50.000 تذكرة دخول.
مدينة الدار البيضاء تشهد يوم غير عادي يوم الديربي، كثير من المحلات التجارية تغلق أبوابها وكثير من سائقي سيارات الأجرة الكبيرة والصغيرة تغير وجهتها لتبتعد عن جوار الملعب.
يشهد ديربي الدار البيضاء تغطية إعلامية واسعة وطنية ودولية، الاذاعات والقنوات التلفزية التي تنقل المباراة تحقق أرقام قياسة من نسبة المشاهدة. يشكل هذا الحدث موضوع نقاش عدة أيام قبل وبعد المباراة بين جمهور الفريقين في الشارع والمدارس ومقرات العمل.
مند بداية مباريات الديربي في الخمسينيات من القرن الماضي، لم يسبق أن نزل فريق الوداد الرياضي ولا فريق الرجاء إلى القسم الوطني الثاني، ومنذ ذلك الحين وهما يلعبان مبارتين كل موسم من الدوري المغربي، إضافة إلى مباريات كأس العرش.

#### نجوم الديربي
يعدّ نجم نادي الرجاء البيضاوي سعيد غاندي الهداف التاريخي للديربي بـ 7 أهداف بينما يعدّ محمد بنشريفة أكثر لاعب ودادي سجل في الديربي بـ 4 أهداف. أما اللاعب الأكثر مشاركة فهو لاعب الرجاء المدافع محمد أولحاج بـ 21 مباراة، ومن جانب الوداد نجد الحارس نادر المياغري الذي شارك في 19 ديربي.

## وصلات خارجية
- الموقع الرسمي